# Parritas
Parritas es una localidad del estado mexicano de Guanajuato. Es parte del municipio de San Diego de la Unión.

## Demografía
| Gráfica de evolución demográfica |
|                                  |

| Censo | Población |
| ----- | --------- |
| 1910  | 237       |
| 1921  | 246       |
| 1930  | 344       |
| 1940  | 225       |
| 1950  | 276       |
| 1960  | 388       |
| 1970  | 633       |
| 1980  | 576       |
| 1990  | 828       |
| 2000  | 919       |
| 2010  | 985       |
| 2020  | 1 236     |